# Josep Martínez Riera
Josep Martínez Riera (nascut el 27 de maig de 1998) és un futbolista professional valencià que juga com a porter a l'Inter de Milà Serie A. Va fer una aparició amb la selecció espanyola el 2021.

## Carrera de club

### Las Palmas
Nascut a Alzira, País Valencià, Martínez es va incorporar a La Masia de Barcelona el juliol de 2015, procedent de l'Alzira de la seva ciutat natal. El 19 de juliol de 2017, un cop acabada la seva formació, va fitxar per la UD Las Palmas i va ser destinat al filial de Segona Divisió B.
Martínez va debutar com a sènior el 20 d'agost de 2017, començant en un empat a casa per 1-1 contra el Melilla. Va acabar la campanya com a titular, ja que el seu equip va evitar el descens.
Martínez va debutar amb el primer equip el 28 d'abril de 2019, jugant els 90 minuts complets d'un gol 4-1 a casa del Lugo al campionat de Segona Divisió. El 17 de juny va ascendir definitivament a la plantilla del primer equip.

### RB Leipzig
El 22 de gener de 2020, l'RB Leipzig va arribar a un acord amb Las Palmas per al traspàs de Martínez, efectiu a partir de l'1 de juliol. Va acceptar un contracte fins al 2024 amb el seu nou club.

### Gènova
El 29 de juny de 2022, Martínez va ser cedit al Gènova a Itàlia per a la temporada 2022-23 de la Sèrie B.
El 9 de juny de 2023, des de la inclusió d'un dret "sell-out" després de l'ascens a la Sèrie A, Martínez va ser comprat pel Genoa.

### Inter de Milà
El 9 de juliol de 2024, Martínez va fitxar per un altre equip de la Sèrie A, l'Inter de Milà de manera permanent. Va debutar el 19 de desembre de 2024 als vuitens de final de la Copa d'Itàlia, mantenint la porteria en blanc en una victòria per 2-0 contra l'Udinese Calcio. Després que el porter titular Yann Sommer es fracturés el polze durant l'entrenament, Martínez va debutar a la Sèrie A amb el club el 22 de febrer de 2025, aconseguint una victòria per 1-0 contra el seu antic equip, el Genoa.

## Carrera internacional
A causa de l'aïllament d'alguns jugadors de la selecció després de la prova positiva de la COVID-19 de Sergio Busquets, la selecció espanyola sub-21 va ser convocada per a l'amistós internacional contra Lituània el 8 de juny de 2021. Martínez va debutar en el partit amb la selecció absoluta.

## Palmarès
RB Leipzig
- DFB-Pokal: 2021–22[16]